# Gunilda de Dinamarca
Gunilda de Dinamarca (v. 1020 - 18 de juliol de 1038) va ser la primera esposa d'Enric III del Sacre Imperi Romanogermànic.
Filla de Canut el Gran i Emma de Normandia, i neta de Ricard I de Normandia. El seu pare, rei de Dinamarca, Noruega i Anglaterra i conegut com "l'emperador del Nord" va desplaçar-se a Magúncia per assistir a la coronació de Conrad II. Els dos emperadors es van fer amics i van establir una aliança per la qual s'acordà el matrimoni de Gunilda amb Enric, el fill i hereu de Conrad.
Tot i la mort de Canut el 1035, el pacte matrimonial es va complir i l'any següent Gunilda esposà a Enric. La parella tingué una única filla:
- Beatriu (1037-13 de juliol de 1061), que seria abadessa dels monestirs de Quedlinburg i Gandersheim.

El 1038 va acompanyar al seu marit i el seu sogre en una campanya al sud d'Itàlia. De retorn a Alemanya, les tropes imperials van ser víctimes d'una epidèmia, i Gunilda va ser una de les baixes.